# Raión de Pokrovsk
Raión de Pokrovsk (en ucraniano: Покровський район) es un raión o distrito de Ucrania en el óblast de Donetsk. Su capital es la ciudad de Pokrovsk.
Comprende una superficie de 4020 km².

## Demografía
Según estimación 2010 contaba con una población total de 38400 habitantes.

## Otros datos
El código KOATUU es 1422700000. El código postal 85300 y el prefijo telefónico +380 6239.